# Mika Vino
Mika Vino (Мика Вино, сценическое имя; настоящее имя Моше Семёнович Винокуров; род. 19 декабря 1990, Нетания, Центральный округ, Израиль) — российский инди-рок, соул и блюз-исполнитель и автор песен. Участник творческого объединения «Gazgolder». Неоднократно был переводчиком русскоговорящих бойцов на турнирах смешанных единоборств.

## Биография и музыкальная карьера
В 3-летнем возрасте Мика Винокуров вместе с родителями переехал в Москву, с 2004 по 2013 годы жил в Англии, где отучился в Stowe School и London Metropolitan University по специальности музыкальный медиа-менеджмент.
Во время обучения в университете Мика познакомился с мульти-инструменталистом, с которым собрали рок-группу в Лондоне. После возвращения в столицу России, в 2014-м, была создана новая англоязычная рок-группа под названием Naked Lunch, поначалу преимущественно исполнявшая каверы. В том же году Мика начал писать авторские песни, а в 2016-м выпустил первый EP из пяти песен под названием Naked Lunch.
В 2017-м была сформирована новая англоязычная рок-группа Life of Soze, выступавшая на Дне Города Кургана и на шоу-кейсе музыкального обозревателя Коммерсантъ Бориса Барабанова. В 2020-м артист сформировал сольный русскоязычный проект Mika Vino, выпустил первые синглы на русском «Одинокий остров» и «Мелинда Браун» и выступил на рок-фестивале Russian Woodstock. В дебютный год вошел в хит-парад «Чартова Дюжина» «Нашего радио» и был номинирован на ежегодную премию в номинации «Взлом Года».
В 2021 году начал сотрудничество с творческим объединением «Gazgolder». 12 марта состоялась премьера дебютного альбома «Мир другой». Впервые Mika Vino с ним выступил на drive-in фестивале «Deli Mega Day».
В 2023 году в ходе своей свадьбы в Грузии спровоцировал международный скандал, поскольку выяснилось, что он является братом зятя Министра иностранных дел Российской Федерации Сергея Лаврова. В результате действий протестно настроенных активистов из Грузии торжество было прервано. Мероприятие комментировала Президент страны Саломе Зурабишвили.

## Дискография

### Студийные альбомы
| Год  | Студийный альбом |
| ---- | ---------------- |
| 2021 | Мир другой       |

### Мини-альбомы
| Год  | Мини-альбом  |
| ---- | ------------ |
| 2019 | Life Of Soze |

### Синглы
| Год  | Сингл                                      |
| ---- | ------------------------------------------ |
| 2020 | Одинокий Остров                            |
| 2020 | Мелинда Браун                              |
| 2021 | Ау, Москва                                 |
| 2021 | Океан                                      |
| 2021 | Хуже Некуда                                |
| 2021 | Мунлайт соната                             |
| 2022 | Я Остаюсь (Из т/с "И снова здравствуйте!") |
| 2022 | Мрачный - макси синглы                     |

## Видео
| Год  | Название    | Альбом              | Режиссёр        |
| ---- | ----------- | ------------------- | --------------- |
| 2021 | Ау, Москва  | Внеальбомные синглы | Dimitri Legrand |
| 2021 | Океан       | Внеальбомные синглы | Максим Ежевкин  |
| 2021 | Хуже Некуда | Внеальбомные синглы | Лиза Муха       |